# Strongylacidon fasciculatum
Strongylacidon fasciculatum är en svampdjursart som beskrevs av Gustavo Pulitzer-Finali 1993. Strongylacidon fasciculatum ingår i släktet Strongylacidon och familjen Chondropsidae. Inga underarter finns listade i Catalogue of Life.